# Liste der Monuments historiques in Bénonces
Die Liste der Monuments historiques in Bénonces führt die Monuments historiques in der französischen Gemeinde Bénonces auf.

## Liste der Bauwerke
| Bezeichnung             | Beschreibung                  | Standort | Kennzeichnung | Schutzstatus | Datum | Bild           |
| ----------------------- | ----------------------------- | -------- | ------------- | ------------ | ----- | -------------- |
| La Chartreuse de Portes | Erbaut ab dem 12. Jahrhundert | (Lage)   | PA00116312    | Inscrit      | 1947  | weitere Bilder |

## Liste der Objekte
- Monuments historiques (Objekte) in Bénonces in der Base Palissy des französischen Kultusministeriums